# Aulacoserica minuta
Aulacoserica minuta är en skalbaggsart som beskrevs av Moser 1918. Aulacoserica minuta ingår i släktet Aulacoserica och familjen Melolonthidae. Inga underarter finns listade.